# Köpmankölens naturreservat
Köpmankölens naturreservat är ett naturreservat i Härjedalens kommun i Jämtlands län.
Området är naturskyddat sedan 2023 och är 1080 hektar stort. Reservatet ligger norr om Vemdalen och består av ett våtmarksområde med sträng-flarkkärr, soligena och topogena kärr, blandmyrar samt mossar och sumpskogspartier. 